# Пламени шаренац
Пламени шаренац  (лат. Melitaea didyma) је врста дневног лептира из породице шаренаца (лат. Nymphalidae).

## Опис
Боја крила је варијабилна, али је код мужјака то најчешће црвена, а код женки мање јарка наранџаста или сива. Доњу страну чине наранџаста и бела поља у распореду шаховске табле.

## Распрострањење и станиште
Врста је једна од најчешћих из рода, и среће се од северне Африке, широм Европе до умерених подручја Азије. Присутна је на ливадама, пропланцима и свим отвореним, ксеротермним стаништима. Храни се лишћем различитих боквица, али не искључиво.